# Hanno Sauer
Hanno Sauer (* 1983) ist ein deutscher Philosoph und Autor. Er lehrt Ethik an der Universität Utrecht.

## Leben
Sauer studierte Philosophie an der Philipps-Universität Marburg und der Johann Wolfgang Goethe-Universität Frankfurt. 2014 wurde er an der Universität Groningen bei Pauline Kleingeld promoviert. 2019 folgten die Habilitation und venia legendi in Philosophie an der Universität Duisburg-Essen. Seit 2022 ist er außerordentlicher Professor für Ethik an der Universität Utrecht. Hanno Sauer ist Autor zahlreicher Fachaufsätze und wissenschaftlicher Bücher. Seine letzte Publikation Moral. Die Erfindung von Gut und Böse wurde für den Deutschen Sachbuchpreis 2023 nominiert. Sauer lebt in Düsseldorf.

## Forschungsschwerpunkte
Seine Hauptforschungsinteressen liegen in der Moralpsychologie und der empirischen Metaethik.

## Veröffentlichungen (Auswahl)
- Moral. Die Erfindung von Gut und Böse. Piper 2023.
- Moral Teleology. A Theory of Progress. Routledge 2023.
- Moral Thinking, Fast and Slow. Routledge. Debunking Arguments in Ethics. Cambridge University Press 2018.
- Moral Judgments as Educated Intuitions. MIT Press 2017.
- Who’s Afraid of Instrumental Reason? Instrumentelle Vernunft und die Diagnose sozialer Pathologien. Tectum 2009.